# Willis Carrier

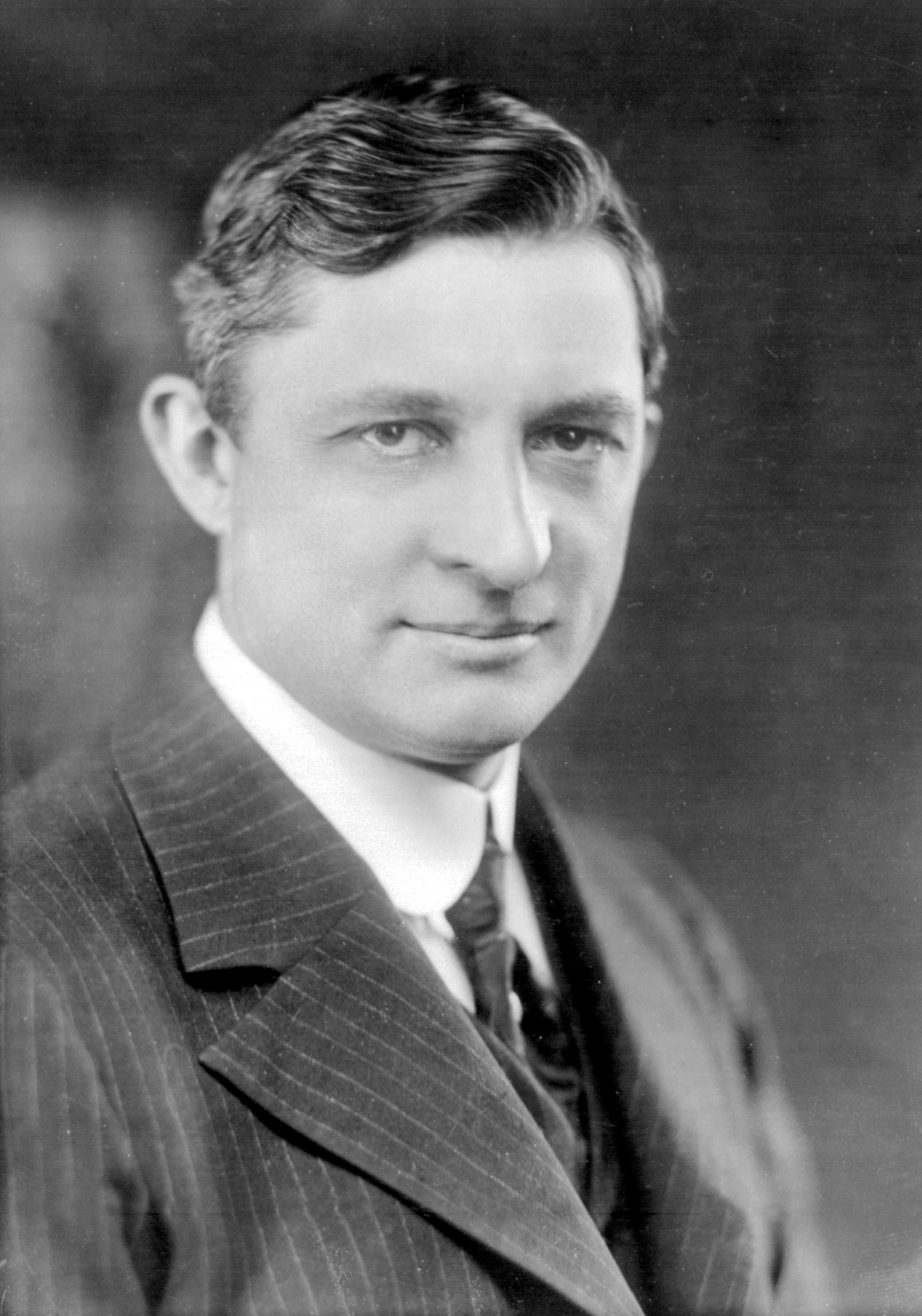
Willis Carrier im Jahre 1915

Willis Haviland Carrier (* 26. November 1876 in Angola (New York); † 7. Oktober 1950) war ein US-amerikanischer Ingenieur und Erfinder. Er gilt als Vater der modernen Klimaanlage.
Er erbte die Vorliebe seiner Mutter für Basteleien. 1895 erhielt er ein Stipendium an der Cornell University und schloss sein Studium 1901 mit einem Bachelor in Maschinenbau ab. Danach arbeitete er bei der Buffalo Forge Company in der Abteilung zur Entwicklung von Heizungsanlagen für Schnittholz und Kaffee. Er entwickelte einen besseren Weg, die Kapazität der Heizsysteme zu messen, und wurde Direktor der Entwicklungsabteilung.
Im Alter von 25 Jahren entwickelte er ein System zur Regelung von Temperatur und Luftfeuchtigkeit für die Sackett-Wilhelms Lithographing and Publishing Company in Brooklyn. 1906 erhielt er dazu ein Patent. Die Carrier Air Conditioning Company wurde zunächst als eine Tochterfirma von Buffalo Forge gegründet.
Ende 1911 stellte er seine Arbeit über Formeln der Psychrometrie vor. Er entwickelte auch das Carrier-Diagramm (siehe dazu auch Mollier-h-x-Diagramm).
Infolge des Ersten Weltkriegs trennte sich Buffalo Forge vom Geschäft mit Klimaanlagen und Carrier gründete mit sechs Kollegen die Carrier Engineering Corporation. In den 1930er Jahren verlegte er sie nach Syracuse (New York). 1930 gründete er Toyo Carrier and Samsung Applications in Japan und Südkorea, dem weltweit größten Markt für Klimaanlagen. Im Jahr 1917 wurden in den USA erstmals ein Kino und 1919 ein Kaufhaus mit einer von Carrier konstruierten Klimaanlage ausgerüstet, 1939 bot Packard als erster Fahrzeughersteller eine Klimaanlage an.